# Mesobiotus wuzhishanensis
Espèce
Synonymes
- Macrobiotus wuzhishanensis Yin, Wang & Li, 2011

Mesobiotus wuzhishanensis est une espèce de tardigrades de la famille des Macrobiotidae.

## Distribution
Cette espèce est endémique de Hainan en Chine.

## Étymologie
Son nom d'espèce, composé de wuzhishan et du suffixe latin -ensis, « qui vit dans, qui habite », lui a été donné en référence au lieu de sa découverte, Wuzhishan.

## Publication originale
- Yin, Wang & Li, 2011 : Two new species of genus Macrobiotus (Tardigrada: Macrobiotidae) from China. Proceedings of the Biological Society of Washington, vol. 124, no 3, p. 165-178.